# Kenneth O. Hall
Kenneth Octavius Hall (nascut el 24 d'abril de 1941), és un polític jamaicà, que va ser Governador General de Jamaica.
Va prendre possessió del càrrec el 15 de febrer de 2006. Prèviament va ser catedràtic i va servir com a Director del Campus Mona de la Universitat de les Índies Occidentals. Va ser professor d'història durant molts anys, a la Universitat Estatal de Nova York a Oswego, alsEstats Units.
El 13 de gener de 2009 va presentar la seva renúncia com a Governador General a causa de problemes de salut.